# ياسمين ثنائي البذور
ياسمين ثنائي البذور (الاسم العلمي:Jasminum dispermum) هو نوع من النباتات يتبع جنس الياسمين من الفصيلة الزيتونية.